# Gmina Połaniec
Die Gmina Połaniec ist eine Stadt-und-Land-Gemeinde im Powiat Staszowski der Woiwodschaft Heiligkreuz in Polen. Ihr Sitz ist die gleichnamige Stadt mit etwa 8200 Einwohnern.

## Geographie

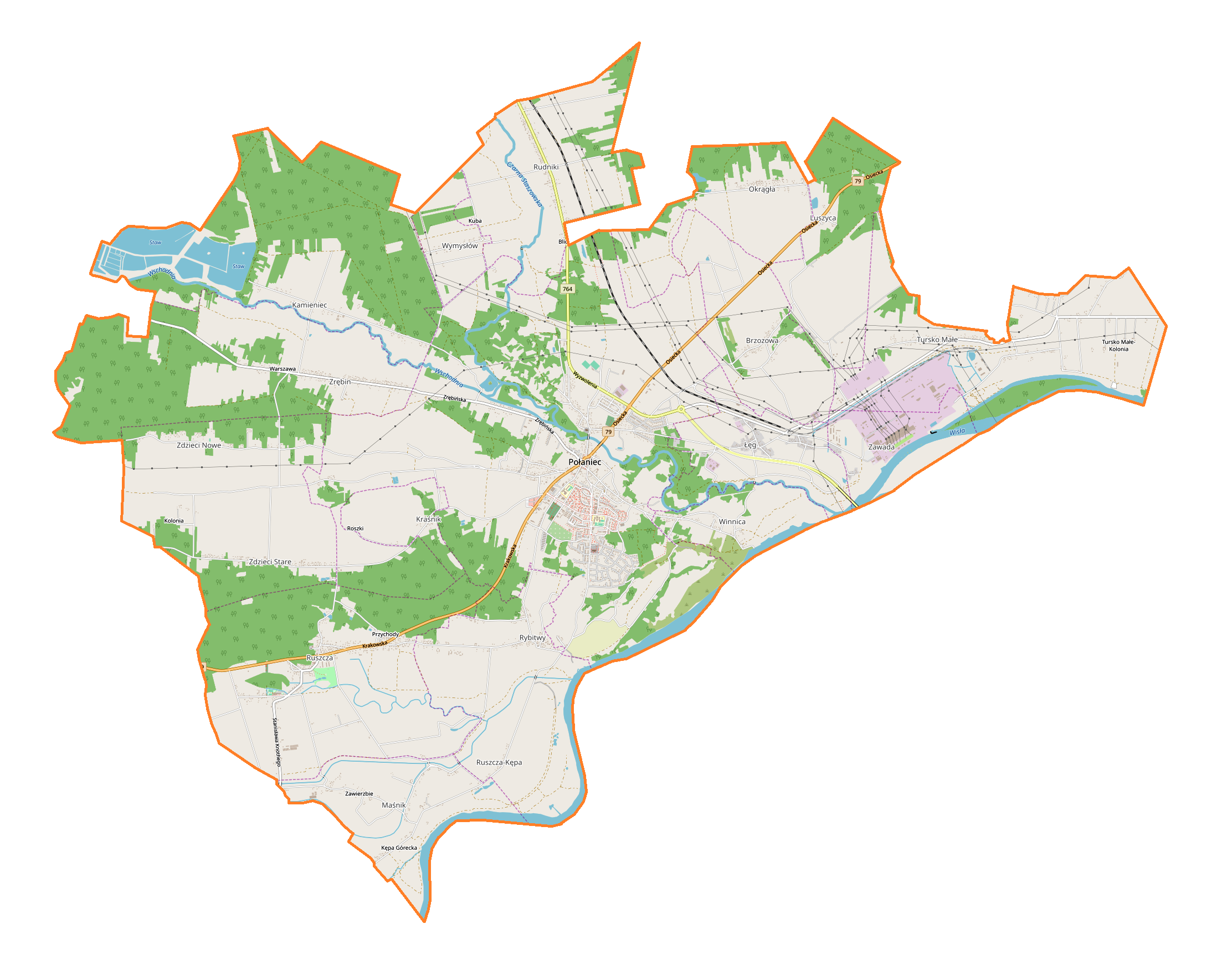
Karte der Landgemeinde

Die Gemeinde grenzt im Südosten an die Weichsel. Ihr Hauptort liegt am Zusammenfluss von Wschodnia und Czarna Staszowska, nahe deren Mündung in die Weichsel.

## Geschichte
Von 1975 bis 1988 gehörte die Gemeinde zur Woiwodschaft Tarnobrzeg.

### Partnerstädte und -gemeinden
- Étoile-sur-Rhône (Frankreich)
- Salčininkai (Litauen)
- Stará Ľubovňa (Slowakei)
- Viggiano (Italien)
- Vonitsa (Griechenland)

## Gliederung
Zur Stadt-und-Land-Gemeinde Połaniec gehören neben der Stadt die folgenden Dörfer:
Brzozowa, Kamieniec, Kraśnik, Łęg, Luszyca, Maśnik, Okrągła, Rudniki, Ruszcza, Ruszcza-Kępa, Rybitwy, Tursko Małe, Winnica, Wymysłów, Zawada, Zdzieci Stare und Zrębin.

## Wirtschaft
Das Kraftwerk Połaniec ist eines der größten Kraftwerke Polens. Es liegt östlich der Stadt an der Weichsel und wird mit Steinkohle und Biomasse betrieben.

### Verkehr
An den Schienenverkehr ist nur das Kraftwerk angebunden.